# El-Khokha
La nécropole d'El-Khokha est située sur la rive occidentale du Nil à Thèbes, sur une petite colline au sud-est du site de Deir el-Bahari.
Cette nécropole semble prendre la suite de celle d'El-Tarif comme principale nécropole de la VIe dynastie et du début de la Première Période intermédiaire avec la découvertes de cinq tombes rupestres  : trois de nomarques (Ihy, TT186 ; Khenty, TT405 ; Ounasânkh, TT413), un trésorier du dieu (Seniqer, TT185) ainsi que Khenou (tombe non numérotée),.
Elle comporte principalement des tombes de notables des XVIIIe et XIXe dynasties. Depuis février 2024, les tombes ouvertes au public sont celles de Paroy (TT295), Néferhotep (TT49), Néferrenpet (TT178) et Néfersékhérou (TT296).